# Guilielmus Messaus
Guilielmus Messaus, aussi Messaulx ou Missau, etc., baptisé à Anvers le 2 juillet 1589 et décédé dans la même ville le 8 mars 1640, est un compositeur baroque des Pays-Bas espagnols.

## Biographie
On sait qu’il était sacristain de l’église Saint-Georges d'Anvers en 1609-1610 et qu’il devint maître d'école et sacristain de l’église Saint-Willibrord en 1613.  De 1614 à 1618, il enseigna aux églises Sainte-Walburge et Saint-André d’Anvers ; il dut, toutefois, abandonner ces fonctions à cause de son mauvais comportement.
Messaus fut maître de chapelle de l’église Sainte-Walburge d’Anvers dans de pareilles circonstances conflictuelles. Dès avant 1620, il était devenu chanteur et maître de chapelle à l’église Sainte-Walburge, un poste qu’il occupera jusqu'à sa mort.  En 1620, il fut suspendu pour un certain temps de ses fonctions après avoir refusé d'exécuter une messe de Requiem grégorienne, en plain-chant, au lieu d’une missa de angelis (ou messe des anges) polyphonique pour un enfant défunt. Il alla jusqu'à agresser le chef de chœur remplaçant et essaya, avec ses chanteurs, de couvrir de chant polyphonique le chant grégorien. 
En 1613 ou en 1614, Messaus épousa Magdalena de Masereth ; ils eurent cinq enfants, dont Guilielmus (né en 1619), qui chanta, en 1649-1654, comme ténor à l’église Saint-Georges. Après la mort de Magdalena, Messaus convola en secondes noces avec Clara Loycx en 1639.

## Œuvres

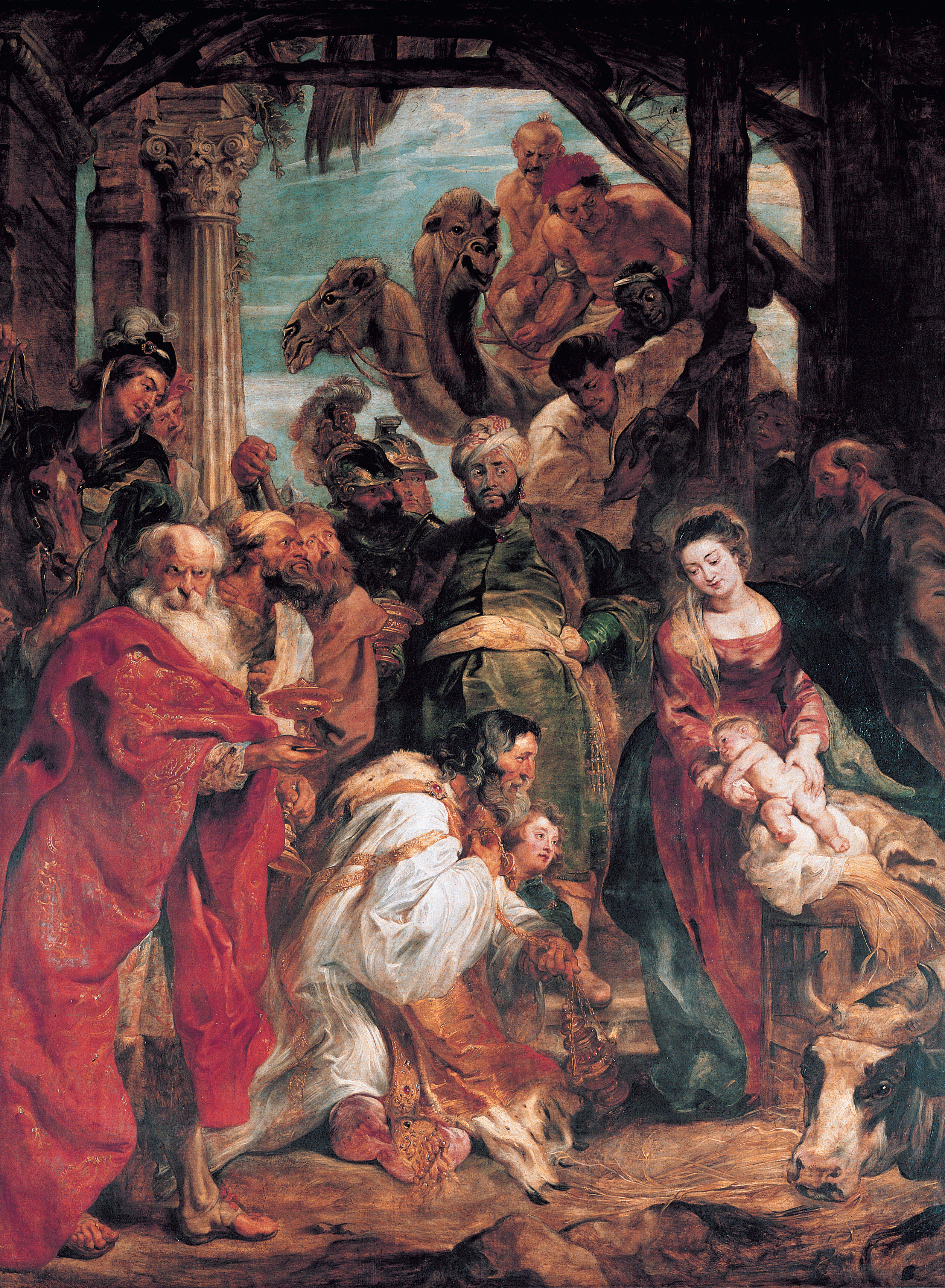
L'Adoration des mages (1624) de Rubens. Son contemporain Messaus composa de nombreux chants de Noël.

Messaus a composé au moins 14 messes, y compris la Missa Victorius Fernandus, inédite mais registrée comme faisant partie de la succession et signalée dans la bibliothèque du roi Jean IV de Portugal. En outre, on a de lui 57 motets et hymnes sur des paroles néerlandaises (dont quatre canons), des chants de Noël en néerlandais et en latin et trois madrigaux profanes néerlandais.
Il est possible que plusieurs ouvrages, sous son nom répertoriés dans les inventaires de l’église Saint-Jacques d’Anvers (1677), de l’église Saint-Michel de Gand (1730-1742) et de l’église Saint-Sauveur de Gand (1754), remontent à des recueils imprimés en 1633 et en 1635.
Messaus est probablement l’éditeur des Laudes Vespertinæ de 1629 (RISM 16292 ; le premier recueil à contenir un nombre considérable de cantiones natalitiæ (chants de Noël). Presque la moitié du contenu de ce recueil est de sa plume et il est le compositeur de neuf des chants de Noël. Le plus souvent, il s’agit d’harmonisations assez simples à quatre voix de chants de Noël traditionnels remontant à la fin du Moyen Âge, comme Een kindeken is ons gheboren (Un enfant nous est né) et Het viel eens hemels dauwe (La rosée céleste tomba).
Hormis de nombreux motets, il a copié trois livres de musique pour le clavecin de John Bull.  D'autres copies de sa main ont été acquises par Pepusch ; l’un d’entre eux nous est parvenu (GB-Lbl Add.23623).

## Ressources

### Liste d’œuvres
Toutes les œuvres imprimées sortirent des presses anversoises.

#### Musique sacrée

##### Messes
- [16] Missæ, à cinq, à six, à huit, à dix et à douze voix ) [ bc (orgue)] … quibus inserta sunt moteta aliquot, à dix et à douze voix (1633).
- Missa Victorius Fernandus, le manuscrit de cette messe est perdu.

##### Motets et autres chants sacrés
- [29] Cantiones sacræ præcipuis anni festis accommodatæ, à huit voix, cum Missa Maiali, à deux voix/insts, bc (orgue) (1635).
- 20 motets et cantiones natalitiæ, 1629/2, 1648/2 ; 5e éd. A. Bank (Amsterdam, 1961) ; 2e éd. {dans Frits Noske, Six Seventeenth-Century Carols from the Netherlands for Mixed Voices (Londres, 1965) ; 5e éd. K. Cooremans, Drie Kerstlieden, i-ii (Malines, 1970); 9e éd. Rudolf Rasch, Cantiones natalitiæ, i (Amsterdam, 1980) ; 1re éd. dans Rasch (1985).
- 1 motet, à trois voix, dans Luscinia sacra (1633).
- 2 motets, à deux et à trois voix, 1634/2.

#### Musique profane
- 3 chansons néerlandaises, à quatre voix, dans : Livre septième des chansons vulgaires de diverses autheurs (5/1636).